# Joseph Kruskal
Joseph Bernard Kruskal (ur. 29 stycznia 1928 w Nowym Jorku, zm. 19 września 2010 w Maplewood) – amerykański matematyk i statystyk pochodzenia żydowskiego. Był twórcą między innymi algorytmu Kruskala. Jego bratem był William Kruskal, również matematyk i statystyk.